# Kloster Sibculo
Kloster Sibculo war ein Zisterzienserkloster in der heute niederländischen Gemeinde Hardenberg.
Das Kloster wurde 1412 als Filiation des Klosters Kamp gegründet. Schon im 16. Jahrhundert endete die Blütezeit der Einrichtung: Unter wachsendem Einfluss der Reformation mussten die Mönche ihr Kloster 1580 verlassen. Die bedeutende Bibliothek gelangte zunächst ins Kloster Frenswegen, später nach Straßburg. Noch vor 1600 machten Truppen der Generalstaaten das Kloster Sibculo dem Erdboden gleich. Nach Ausgrabungen sind heute nur Reste der Anlagen zu sehen, lediglich der Brunnen wurde rekonstruiert. 